# Sílvia Andrea Santos Luz
Sílvia Andrea Santos Luz, detta Silvinha (Araçatuba, 5 marzo 1975), è un'ex cestista brasiliana.
È la sorella di Helen Cristina Santos Luz.

## Carriera
Con il Brasile ha disputato due edizioni dei Giochi olimpici (Atlanta 1996, Sydney 2000), due dei Campionati mondiali (1998, 2002) e quattro dei Campionati americani (1993, 1997, 1999, 2001).